# Пізнання
Пізнáння — сукупність процесів, процедур і методів набуття знань про явища і закономірності об'єктивного світу. Пізнання є основним предметом науки гносеології (теорії пізнання).
Пізнання — вища форма відображення об'єктивної дійсності, процес вироблення дійсних знань. Спочатку пізнання було однією із сторін практичної діяльності людей, поступово в ході історичного розвитку людства пізнання стало особливою діяльністю. У пізнанні виділяють два рівні: чуттєве пізнання, здійснюється за допомогою відчуття, сприйняття, уявлення (сенсуалізм), і раціональне пізнання, що протікає в поняттях, думках, висновках і фіксується в теоріях (раціоналізм). Розрізняють також буденне, художнє і наукове пізнання, а щодо об'єкту — пізнання природи і пізнання суспільства. Різні сторони процесу пізнання досліджуються рядом спеціальних наук: когнітивною психологією, історією науки, соціологією науки тощо. Загальне вчення про пізнання дає філософська теорія пізнання (гносеологія).
У когнітивних науках до процесу пізнання використовується термін когніція. 
Людське пізнання використовує два механізми мислення: символічний (алгебраїчний) та геометричний. Символічний механізм мислення активізує потенціал лівої півкулі мозку та розвиває абстрактне мислення.

## Історичний огляд
Пізнанням називають як процес, який правильніше було б позначити словом «пізнавання», так і результат цього процесу. У пізнанні завжди міститься також впізнавання. Нове, не залежне від внутрішнього і зовнішнього досвіду пізнання може виникнути тільки як наслідок творчої фантазії.
Пізнання досліджується з часів грецької філософії. Це дослідження пізнання складає предмет вчення про пізнання, яке тільки з Канта визначилося як особлива область філософії, одержавши назву «Теорія пізнання», і яке в 19 ст., а також на початку 20 ст. іноді домінувало майже над всіма іншими напрямами філософії.
Усередині пізнання проводять відмінність між (несправжнім) формальним або абстрактним, пізнанням і (справжнім) змістовним або конкретним пізнанням; у свою чергу усередині цього ділення відбувається розчленовування на багато видів пізнання відповідно до найважливіших наочних областей.
Прогрес пізнання знаходить свою остаточну межу в межі пізнаваності. За цією межею починається непізнаване (часто помилково зване ірраціональним). Існування непізнаваного — це таке існування, яке не дає припинитися процесу пізнання.
Питання пізнання займають центральне місце у філософії Канта. Узагальнюючи філософію британського емпіризму, він погоджується з тим, що всяке наше пізнання починається з досвіду. Проте досвід має складну структуру. З одного боку, досвід є дією предметів на наші органи чуття. Проте дивитися і бачити — різні речі. Ця різниця продиктована трансцендентальним — ключовим поняттям Канта. Трансцендентальне — це призма розуму, яка відкриває і спотворює справжню реальність. Трансцендентальне — це те, що ділить реальність на світ в собі (ноуменальний) і світ для нас (феноменальний). До області трансцендентального відносяться простір і час — форми апріорного споглядання (трансцендентальна естетика); категорії свідомості, що оформлюють сприйняття (трансцендентальна логіка); нерозв'язні питання (трансцендентальна діалектика), намагаючись відповісти на які ми неминуче потрапляємо в область трансцендентальної ілюзії, бо це знання лежить за межами можливого досвіду (елементи, Бог, свобода, вічність світу).
За версією Канта, світ відчуттів і сприйняттів є повним хаосом, нагромадженням безладних відчуттів і подій. Потрібно навести в цьому хаосі порядок. Цей світ перетворюється за допомогою апріорних форм, якими є час і простір. Час і простір існують тільки у феноменальному світі. Вони існують без досвіду і поза досвідом. Накладення зв'язків у світі феноменів знаходиться за допомогою категорій розуму. За допомогою цих зв'язків пізнаючий перетворює хаос на порядок і закономірний рухомий світ.

## Види (методи) пізнання
Існують два основні стовбури людського пізнання, що зростають, мабуть, з одного загального, але невідомого нам кореня, а саме чуттєвість і розум: за допомогою чуттєвості предмети нам даються, розумом же вони мисляться. І.Кант
Пізнання не обмежене сферою науки, кожній формі суспільної свідомості: науці, філософії, міфології, політиці, релігії тощо — відповідають свої специфічні форми знання, але на відміну від всіх форм знання наукове пізнання — це процес отримання об'єктивного, дійсного знання, спрямованого на віддзеркалення закономірностей дійсності. Наукове пізнання має трояке завдання і пов'язано з описом, поясненням і прогнозом процесів і явищ дійсності.
Розрізняють також форми знання, що мають термінологічну, символічну або художньо-образну основу. У історії культури багатообразні форми знання, що відрізняються від класичного наукового зразка і стандарту, віднесені до відомства позанаукового знання: паранаукове, лженаукове, квазінаукове, антинаукове, псевдонаукове, буденно-практичне, особисте, «народна наука». Оскільки різна сукупність нераціонального знання не піддається строгій і вичерпній класифікації, то існує розділення відповідних пізнавальних технологій на три види: паранормальне знання, псевдонаука і девіантна наука.
Початкову структуру пізнання представляє суб'єктно-об'єктне відношення, де питання про можливість адекватного відтворення суб'єктом сутнісних характеристик об'єкта (проблема істини) є центральною темою гносеології. Залежно від рішення цього питання у філософії виділяються позиції пізнавального оптимізму, скептицизму і агностицизму.

## Типи пізнання
Існує декілька типів пізнання:
- міфологічне

тип пізнання характерний для первісної культури (тип цілісного дотеоретичного пояснення дійсності за допомогою чуттєво-наочних образів надприродних істот, легендарних героїв, які для носія міфологічного пізнання предстають реальними учасниками його повсякденного життя). Міфологічне пізнання характеризується персоніфікацією, уособленням складних понять в образах богів і антропоморфізмом.
- релігійне

об'єктом релігійного пізнання в монотеїстичних релігіях, тобто в юдаїзмі,християнстві і ісламі, є Бог, який проявляє себе як Суб'єкт, Особа. Акт релігійного пізнання, або акт віри, має персонально-діалогічний характер.
Ціль релігійного пізнання в монотеїзмі — не створення або уточнення системи уявлень про Бога, а порятунок людини, для якої відкриття буття Бога одночасно виявляється актом самовідкриття, самопізнання і формує в його свідомості вимогу етичного оновлення.
У Новому Заповіті метод релігійного пізнання сформульований самим Ісусом Христом в «заповідях блаженства»:
«Блаженні чисті серцем, бо вони Бога побачать.» (Мф.,5,8)
- філософське

філософське пізнання є особливий тип цілісного пізнання світу. Специфікою філософського пізнання є прагнення вийти за межі фрагментарної дійсності і знайти фундаментальні принципи і основи буття, визначити місце людини в ньому. Філософське пізнання засноване на певних світоглядних передумовах. У його склад входять: гносеологія, онтологія.
 В процесі філософського пізнання суб'єкт прагне не тільки зрозуміти буття і місце людини в ньому, але і показати, якими вони повинні бути, тобто прагне створити ідеал.
- чуттєве

для характеристики цього типу пізнання допустимо привести слова з книги Буття «Пізнав Адам Єву, і народила Єва сина».
- наукове

Наукове пізнання — це дослідження, характерне своїми особливими цілями й завданнями, методами отримання і перевірки нових знань. Воно покликане прокладати шлях практиці, надавати теоретичні основи для вирішення практичних проблем. Рушійною силою пізнання є практика, вона дає науці фактичний матеріал, який потребує теоретичного осмислення та обґрунтування, що створює надійну основу розуміння сутності явищ об'єктивної дійсності. Шлях пізнання визначається від живого споглядання до абстрактного мислення і від останнього — до практики. Це є головною функцією наукової діяльності.
Головними етапами наукового дослідження є:
- виникнення ідеї, формулювання теми;
- формування мети та завдань дослідження;
- висунення гіпотези, теоретичні дослідження;
- проведення експерименту, узагальнення наукових фактів і результатів;
- аналіз та оформлення наукових досліджень;
- впровадження та визначення ефективності наукових досліджень.

## Предмет та об'єкт пізнання (дослідження)
У методології наукових досліджень розрізняють поняття «об'єкт» і «предмет» пізнання.
Об'єктом пізнання прийнято називати те, на що спрямована пізнавальна діяльність дос-лідника, процес або явище, яке породжує проблемну ситуацію, обрану для дослідження. Від-повідно це та сукупність зв'язків, відносин та властивостей, яка існує об'єктивно в теорії та практиці та виступає джерелом необхідної для дослідника інформації.
Як об'єкт пізнання визначаються лише ті зв'язки, відносини, властивості реального об'єкта, які включені до процесу пізнання. Будь-який об'єкт дослідження — це певна сукуп-ність властивостей та відносин, яка існує незалежно від дослідника, але ним відображається.
Предмет пізнання — досліджувані з певною метою властивості об'єкта.
При визначенні предмета і об'єкта дослідження необхідно з'ясувати: предмет і об'єкт дослідження є новими чи традиційними. Відповідно, можливі такі комбінації новизни пред-мета і об'єкта дослідження:
– новий предмет — новий об'єкт; — новий предмет — традиційний об'єкт; — традиційний предмет — новий об'єкт; — традиційний предмет — традиційний об'єкт.
Об'єкт та предмет пізнання не одне й те саме, хоча нерідко їх неправомірно ототожню-ють. Визначаючи об'єкт дослідження, необхідно відповісти на запитання: що розглядається? А предмет означає аспект розгляду, дає уявлення про те, як розглядається об'єкт саме в да-ному дослідженні, цим дослідником.
Співвідношення об'єкта та предмета дослідження можна коротко охарактеризувати так: об'єкт об'єктивний, а предмет суб'єктивний.
Незважаючи на очевидність наведених вище міркувань, як показує практика, розпізнавання цих категорій дається зі складністю. Найбільш поширеним непорозумінням, що фак-тично ліквідовує різницю між цими поняттями, є уява про предмет дослідження як визна-чення якоїсь ділянки або частини об'єкта, що вибраний для дослідження: «об'єкт ширше (це загальне), а предмет вужче (це часткове)». Але різниця між цими поняттями не зводиться до розмірів того чи іншого.
Предмет — не частина, відрізана від об'єкта, а спосіб, аспект його вивчення. Об'єкт розглядається весь, цілісно.
Предмет дослідження — все те, що знаходиться в межах об'єкта дослідження у визначеному аспекті розгляду.
Науковець повинен чітко визначити предмет і об'єкт дослідження. З предмета дослі-дження випливають його мета та завдання